# Jan Janczak

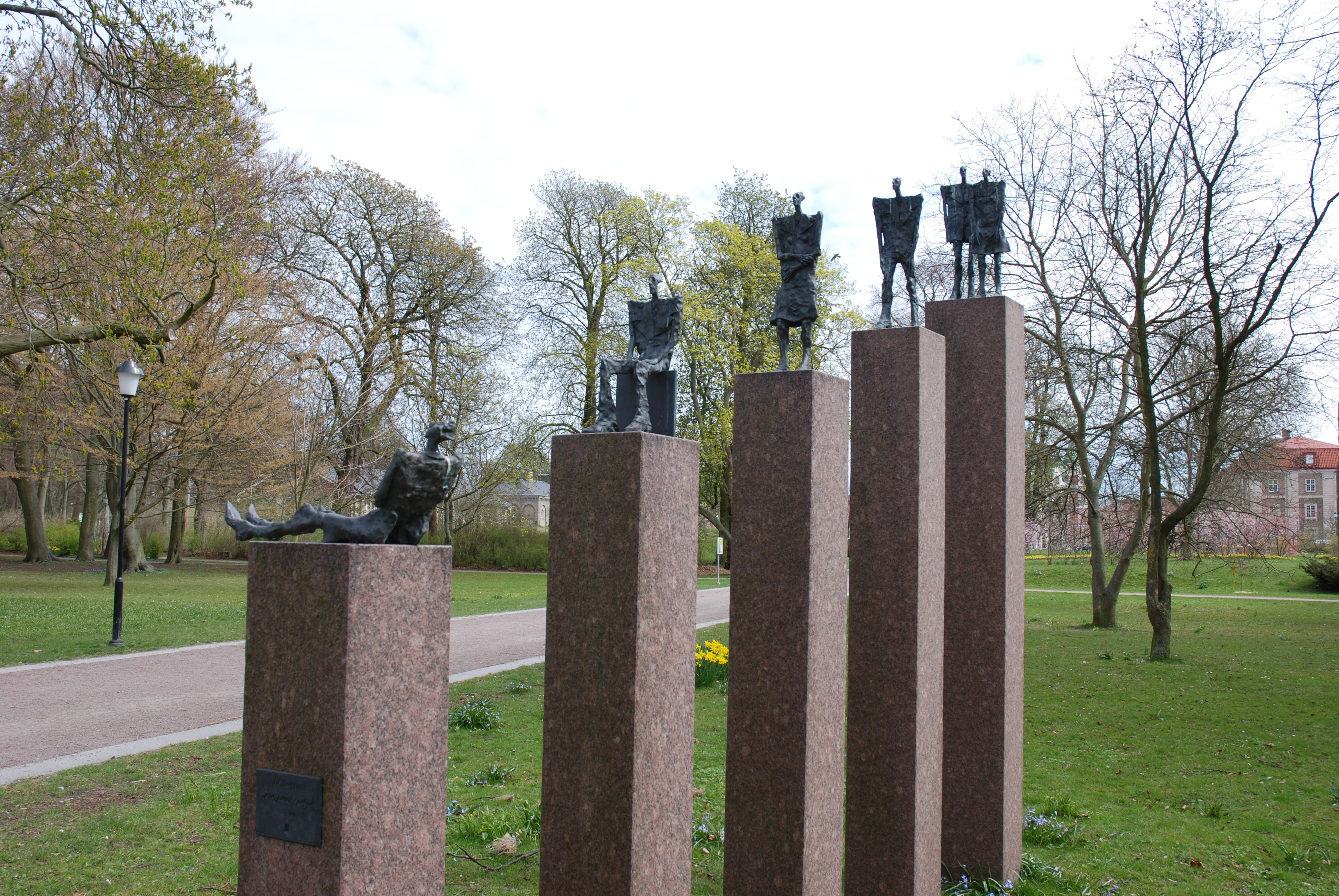
Hon och han, Landskrona.

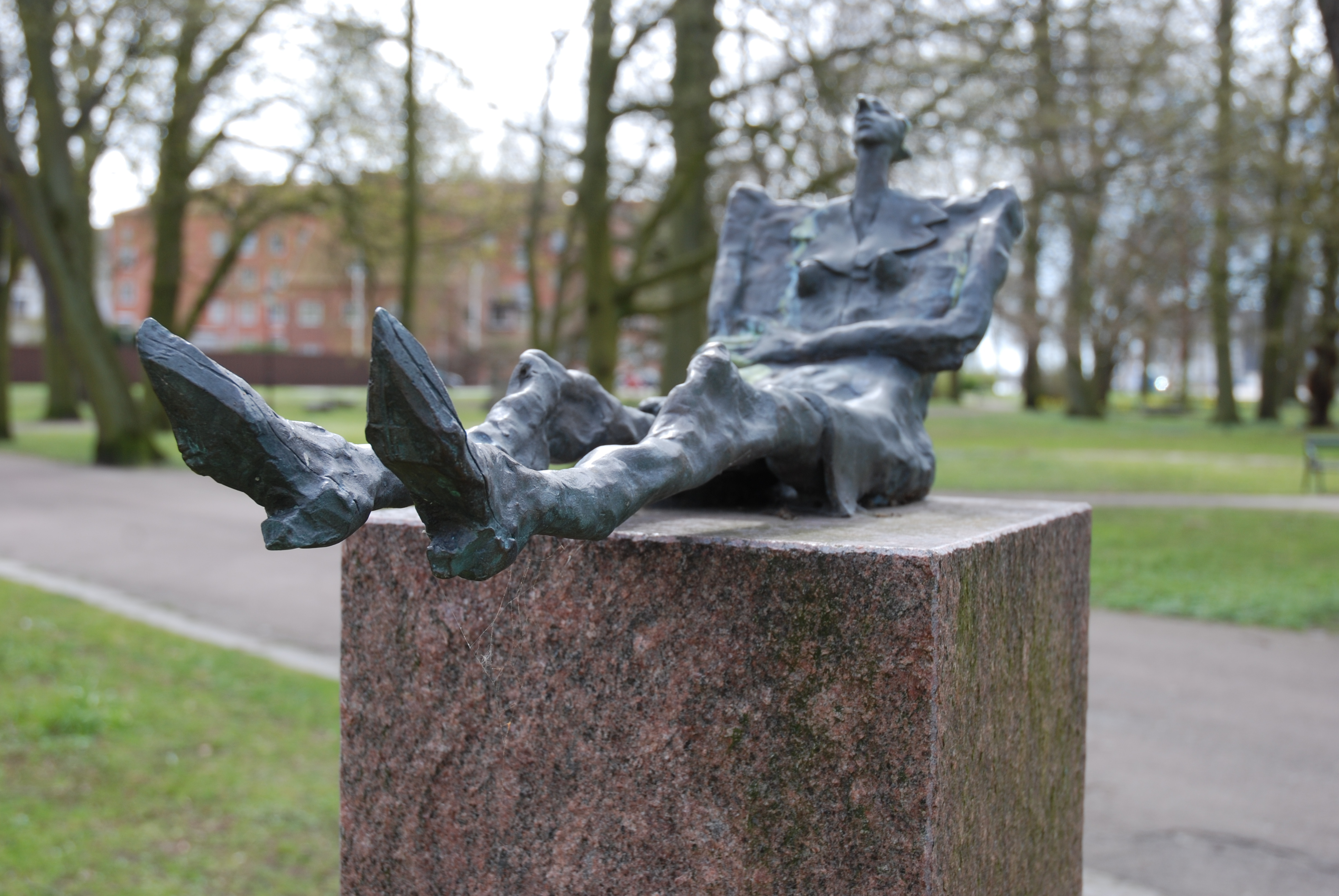
Hon och han, detalj, Landskrona.

Jan January Janczak, född 1 oktober 1938 i Środa Wielkopolskai, är en polsk målare, skulptör och filmare.
Jan Janczak är utbildad inom måleri, film och grafik vid Jana Matjeko-konstakademien i Krakow i Polen, där han också arbetat som lärare från 1972. Han har gjort ett tjugotal kortfilmer och bor sedan 1980 i Schweiz.

## Offentliga verk i urval
- Hon och han (2001), brons och granit, skulpturgrupp i Kaptensgårdens Skulpturpark i Landskrona